# アントワーヌ3世・ド・クロイ
アントワーヌ3世・ド・クロイ（フランス語：Antoine III de Croÿ, 1540年 - 1567年）は、フランス貴族でプロテスタントの反逆者。有力貴族クロイ家の一員で、ポルシャン伯（在位：1541年 - 1561年）のちポルシャン公（在位：1561年 - 1567年）。1558年に母親がプロテスタントに改宗し、アントワーヌも1560年に改宗した。クロイ家はギーズ家と親密で、モンモランシー家との対立においてギーズ家を利用し、モンモランシー家に害を及ぼす主張を支持していた。アントワーヌは改宗後はギーズ家と決別し、フランソワ2世が王位につくと、アントワーヌはナバラ王アントワーヌ側につき、対立した。翌年、カトリーヌ・ド・クレーヴとの戦略結婚が取り決められ、1564年にウー伯位がもたらされることになった。
最初の内乱において、アントワーヌは王室と戦い、7月にはシャンパーニュ地方への侵攻を試みたが、大きな成功を収めることはできなかった。アントワーヌは和平が結ばれると王室側に戻り、オマール公クロード2世と激しい対立を巻き起こした。1565年にギーズ家との対立においてモンモランシー家を支援し、パリに入ろうとしたロレーヌ枢機卿シャルルと小競り合いを起こした。翌年、アントワーヌはスペインに対するプロテスタント同盟に加わるためブイヨン公ロベール4世ド・ラ・マルクとともにスペイン領ネーデルラントで活動するようになった。1567年に死去したが、その死をめぐっては毒殺の疑いがかけられていた。妻カトリーヌは後にギーズ公アンリ1世と再婚した。

## 生涯

### 生い立ち
1550年代、クロイ家はギーズ家と親密な関係にあり、モンモランシー家との争いでギーズ家を支援した。ポルシャン伯の居城はメスとスダンの間の要衝モンコルネに位置していた。
アントワーヌ3世は1540年にポルシャン伯シャルル・ド・クロイとフランソワーズ・ダンボワーズの息子として生まれた。母フランソワーズは1558年にプロテスタントに改宗し、アントワーヌ3世は貴族階級の間で自身もプロテスタントであることを公然と表明した。
1560年8月の合同結婚式で、アントワーヌ3世はカトリックの式でカトリーヌ・ド・クレーヴと結婚した。それと同時に、カトリーヌの父ヌヴェール公フランソワ1世も再婚した。カトリーヌはジョアンヴィルにおいて母マルグリット・ド・ブルボンが亡くなった後、ギーズ公妃アントワネット・ド・ブルボン＝ヴァンドームに育てられたため、その年にプロテスタントに改宗した夫とは異なり、結婚当時はカトリック教徒であった。
1561年6月4日、ポルシャンが公領（principauté）に格上げされ、アントワーヌ3世はポルシャン公となった。

### アンリ2世の治世
1559年、アントワーヌ3世はまだモンモランシー家と対立しており、フランソワ・ド・モンモランシーを挑発し決闘しようとした。

### フランソワ2世の治世
アンリ2世の突然の死により、ギーズ公は若王フランソワ2世を利用し急速に政権を掌握した。ギーズ公に反対する人々はナバラまで南下し、ヴァンドームにおいて北へ向かっていたアントワーヌ3世と合流した。新体制に反対する人々の中で、アントワーヌ3世はナバラ王アントワーヌ、コンデ公ルイ1世およびシャルトルのヴィダムであるジャン・ド・フェリエールと会談したが、一連の行動には合意しなかった。

### シャルル9世の治世

#### 最初の内乱
1562年に最初の内乱が勃発したとき、アントワーヌ3世は他のプロテスタント反乱軍の指導者とともにコンデ公の宣言に署名した。7月にアントワーヌ3世は町を占領するために義兄フランソワ2世の統治するシャンパーニュに軍を忍び込ませようとした。アントワーヌ3世らはトロワを攻撃すると脅したが、攻撃は実現しなかった。10月、アントワーヌ3世はフランソワ・ド・コリニー・ダンドロとともにフランスへ向かう帝国軍に同行した。

#### 継承
アントワーヌ3世は妻カトリーヌ・ド・クレーヴを通じて1564年にウー伯領の重要なノルマンディーの領地を相続した。ギーズ公は内乱でアントワーヌ3世がプロテスタントを支持したことに裏切られたと感じ、伯領の相続を巡って争った。アントワーヌ3世はこの新しい領地であるルーアン近郊のルマールにプロテスタントの礼拝堂を創建した。ルマールはウー伯領であり、ルーアンの大聖堂参事会が所有しており、高等司法権を除くすべての権利を保持していたが、高等司法権はウー伯が保持しており、アントワーヌ3世がそこに建設することを許可していた。アンボワーズ勅令により厳密には合法であったにもかかわらず、大聖堂は礼拝堂の建設に激しく憤慨した。ルーアン議会は1566年にこの論争に関心を持ち、アントワーヌ3世は意見の相違を裁く法廷においてカトリック聖職者の「陰謀」に激怒した。

#### グランドツアー
最近まで反抗的な態度を示していた地方に対し王の権威を強化し、有力貴族などをアンボワーズ勅令に確実に服従させることを目的として、フランス宮廷は1564年にフランス大旅行に乗り出した。アントワーヌ3世はこれに同行し、シャンパーニュでは有力なギーズ家のシャンパーニュ総督であるオマール公クロード2世と激しく対立した。

#### 私闘
翌年、ギーズ公暗殺（1563年）によってモンモランシー家とギーズ家の確執が激化すると、ロレーヌ枢機卿シャルルは武装してパリへ向かうことを決意した。パリはモンモランシー家の拠点であり、イル・ド・フランスの総督はフランソワ・ド・モンモランシーであった。モンモランシーは1月8日にパリ議会を訪れ、パリでの武器禁制を無視して武装して入場しようとするロレーヌ枢機卿の計画は容認できないと宣言し、ロレーヌのパリ市内への入場を許可しないと宣言した。ロレーヌ枢機卿と弟のオマール公はこの禁止を無視し、武器を持って別の門を通って侵入した。モンモランシーとアントワーヌ3世はサン・ドニの門で待ち構えており、ロレーヌ軍と激しい小競り合いとなった。ロレーヌ枢機卿側の状況は悪化し、部下2人が死亡し、近くの家に逃げた。

#### ネーデルラントにおける陰謀
アントワーヌ3世は1566年から1567年にかけてスペイン領ネーデルラントにおける陰謀にブイヨン公とともに関与し、スペインと戦争をするための統一戦線をどのように構築するかを計画していた。
1567年にアントワーヌ3世が亡くなると、ロレーヌ枢機卿はアントワーヌ3世に毒を盛ったとして非難された。ロレーヌ枢機卿はこの死を「有益で幸せな」状況だったと述べ、死を祝った。アントワーヌ3世は臨終の床で妻カトリーヌにギーズ公アンリ1世と結婚しないよう迫ったが、カトリーヌは1570年にアンリ1世と結婚した。